# Storie secondarie di PK - Paperinik New Adventures
Questo è l'elenco delle miniserie pubblicate come storie secondarie sul mensile PK - Paperinik New Adventures

## Elenco delle storie
| Numero   | Titolo                                       | Miniserie                     | Data              |
| -------- | -------------------------------------------- | ----------------------------- | ----------------- |
| PKNA #8  | Colonne infami                               | Angus Tales                   | 20 luglio 1997    |
| PKNA #9  | Rumori di fondo                              | Angus Tales                   | 20 agosto 1997    |
| PKNA #10 | Senza benza                                  | Angus Tales                   | 20 settembre 1997 |
| PKNA #11 | Cani                                         | Angus Tales                   | 20 ottobre 1997   |
| PKNA #12 | Il posto sbagliato                           | Angus Tales                   | 20 novembre 1997  |
| PKNA #13 | Il grande scoop                              | Angus Tales                   | 20 dicembre 1997  |
| PKNA #14 | Padri e figli                                | Arriva Trip!                  | 20 gennaio 1998   |
| PKNA #15 | Ennesima potenza                             | Arriva Trip!                  | 20 febbraio 1998  |
| PKNA #16 | Ultimo minuto                                | Arriva Trip!                  | 20 marzo 1998     |
| PKNA #18 | Techno Gorilloidi mutanti del pianeta Zontar | Il grande Burton la Valle     | 20 maggio 1998    |
| PKNA #19 | Questa calma non mi piace                    | Il grande Burton la Valle     | 20 giugno 1998    |
| PKNA #20 | La minaccia dei sub-paperoidi auto-reverse   | Il grande Burton la Valle     | 20 luglio 1998    |
| PKNA #21 | Prigionieri degli psico-funghi mutronici     | Il grande Burton la Valle     | 20 agosto 1998    |
| PKNA #22 | Evron - I episodio                           | Evron                         | 20 settembre 1998 |
| PKNA #23 | Evron - II episodio                          | Evron                         | 20 ottobre 1998   |
| PKNA #24 | Evron - III episodio                         | Evron                         | 20 novembre 1998  |
| PKNA #26 | Sale quanto basta                            | 5Y                            | 20 gennaio 1999   |
| PKNA #27 | Indice d'ascolto                             | 5Y                            | 20 febbraio 1999  |
| PKNA #28 | L'albero di Jacob                            | 5Y                            | 20 marzo 1999     |
| PKNA #29 | Strettamente personale                       | 5Y                            | 20 aprile 1999    |
| PKNA #30 | Ossigeno                                     | 5Y                            | 20 maggio 1999    |
| PKNA #31 | Linea piatta                                 | Io sono Xadhoom               | 20 giugno 1999    |
| PKNA #32 | Arena                                        | Io sono Xadhoom               | 20 luglio 1999    |
| PKNA #33 | Abisso                                       | Io sono Xadhoom               | 20 agosto 1999    |
| PKNA #34 | Trip's Strip                                 | Trip's Strip                  | 20 settembre 1999 |
| PKNA #36 | Il trucco c'è                                | Fuori onda                    | 20 novembre 1999  |
| PKNA #37 | La notizia è servita                         | Fuori onda                    | 20 dicembre 1999  |
| PKNA #38 | Pat & Bob                                    | Fuori onda                    | 20 gennaio 2000   |
| PKNA #39 | Per una giusta causa                         | Fuori onda                    | 20 febbraio 2000  |
| PKNA #40 | Un'ameba sul collo                           | Trip's Strip                  | 20 marzo 2000     |
| PKNA #41 | Un ego in un pagliaio                        | Trip's Strip                  | 20 aprile 2000    |
| PKNA #42 | Quell'Io non è il mio                        | Trip's Strip                  | 20 maggio 2000    |
| PKNA #43 | Il sonno del drago                           | Lo zen e la fisica dei quanti | 20 giugno 2000    |
| PKNA #44 | La porta della comprensione                  | Lo zen e la fisica dei quanti | 20 luglio 2000    |
| PKNA #45 | Mistico aforisma                             | Lo zen e la fisica dei quanti | 20 agosto 2000    |
| PKNA #46 | Canne al vento                               | Lo zen e la fisica dei quanti | 20 settembre 2000 |
| PKNA #47 | La sillaba volante                           | Lo zen e la fisica dei quanti | 20 ottobre 2000   |
| PKNA #48 | Visite inattese                              | Angus Tales                   | 20 novembre 2000  |

## Angus Tales
Il protagonista di questa serie è Angus Fangus, il giornalista neozelandese di Channel 00. Le storie qui raccontate risalgono alla gioventù di Fangus, quando ancora lavorava in Nuova Zelanda e ancora non era famoso. Domina il colore seppia, che accentua l'idea del flashback e l'impressione di sfogliare un album di fotografie in bianco e nero un po' sbiadite.

### Colonne infami
- Soggetto e sceneggiatura: Paola Mulazzi
- Disegni: Silvia Ziche
- Trama: Angus Fangus, giornalista d'assalto, si ritrova intralciato da una spietata collega, la bella Porfiria O'Connor (in arte Perfidia). Col tempo, il loro rapporto sembra diventare molto stretto, al punto che Angus le mostra l'inchiesta che lo porterà al Pulitzer ("Segreti e inconfessabili infamie."). Un giorno Angus riceve una soffiata; il tutto si rivela una trappola e il kiwi rimarrà prigioniero per mesi. Al suo ritorno scoprirà che Porfiria ha rubato l'inchiesta, pubblicandola a suo nome e vincendo il Pulitzer. Angus rischia oltretutto il licenziamento, ma riuscirà a rimanere al suo posto scoprendo le tante macchie nella carriera del suo capo.

### Rumori di fondo
- Soggetto e sceneggiatura: Tito Faraci
- Disegni: Silvia Ziche
- Trama: Angus Fangus cerca di lavorare ad un articolo ma viene disturbato da vari rumori in sottofondo. Dapprima, il suo vicino di casa ed amico Billy Paganino inizia le sue prove giornaliere con il suo violino. Poi, il rubinetto dell'appartamento al piano di sopra (dove due criminali stanno interrogando qualcuno per non meglio specificati motivi...) perde acqua. Riparata la perdita, a disturbare il giornalista è una festa al piano di sotto, che Fangus provvede ad interrompere gettando dalla finestra lo stereo. Infine, nello scantinato dell'edificio uno scienziato pazzo ha appena completato un robot che lo aiuterà a conquistare il mondo, ma che va in corto circuito. Quando tutto finalmente sembra finito e nulla più può distrarre il giornalista, sopraggiunge una ditta di demolizioni che ha il compito di demolire l'edificio. In questa puntata viene introdotto il personaggio di Billy Paganino, che apparirà soltanto in questa miniserie. Paganino è un gangster dal cuore tenero, tanto da tenere nella classica custodia di violino proprio un violino (che peraltro suona piuttosto male), al posto del mitra. Alla fine dell'episodio Angus afferma che Paganino ora "[...] suona la batteria in un gruppo heavy metal."

### Senza benza
- Soggetto e sceneggiatura: Tito Faraci
- Disegni: Silvia Ziche
- Trama: Angus scopre che i poliziotti della città sono così appassionati di Baldo l'allegro castoro (un cartone animato immaginario) al punto di organizzare delle feste in costume (parodia del cosplay e delle convention di fan). Il giornalista riesce a scattare foto compromettenti, ma viene scoperto e inseguito da un poliziotto deciso a recuperarle. L'auto di Fangus resta però senza benzina nel quartiere cinese: per non essere scoperto dall'agente, il kiwi si rifugia in uno strano locale dove tutti, dagli avventori al barista, sembrano agire come zombi. Dietro a tutto questo c'è Fang-ho, uno scienziato pazzo cinese che ha creato un dispositivo che trasforma le persone in schiavi (ovviamente per conquistare il mondo). Fang-ho sta per applicare il congegno anche ad Angus, ma irrompe nel locale il poliziotto di prima, che arresta tutti i presenti (aiutato anche da Fangus che impedisce la fuga di Fang-ho). Infine, l'agente costringe Angus a posare per delle foto vestito da coniglio rosa, minacciandolo di divulgarle se il giornalista oserà rendere pubblica la storia delle feste in costume. In questa puntata viene introdotto per la prima volta Baldo l'allegro castoro.

### Cani
- Soggetto e sceneggiatura: Tito Faraci
- Disegni: Silvia Ziche
- Trama: Dopo aver scritto un articolo sul passato del politico Sammy Stone, Angus viene costretto a badare per qualche giorno a Marv, il vorace cane di Stone. Il cane tuttavia scappa; nel cercarlo, Angus e Billy Paganino si recano nel quartiere malfamato, trovandolo coinvolto in una corsa clandestina di cani. Scommettono quindi con il suo nuovo proprietario sulla vittoria di Marv nella corsa successiva; piazzano dietro all'arrivo un televisore che trasmette un film con la sua padrona (la moglie di Stone), Betty Flopson ("Dracula contro i criceti"). Marv vince la corsa, e nei giorni seguenti si affeziona ad Angus, tanto da non voler ritornare con i propri padroni.

### Il posto sbagliato
- Soggetto e sceneggiatura: Tito Faraci
- Disegni: Silvia Ziche
- Trama: Dopo una serata al cinema con Billy Paganino, Angus scopre che la sua auto è stata portata via da un carro attrezzi per divieto di sosta. La mattina dopo si reca quindi all'ufficio contravvenzioni per farsi togliere la multa minacciando un impiegato di usare il suo potere di giornalista. Sbaglia però stanza, e ascolta una conversazione apparentemente tra criminali, in cui si parla di "registrazioni" e di un Rudy "che non canterà". Scoperto, viene inseguito nel seminterrato, dove all'improvviso fanno irruzione con un'esplosione due rapinatori(gli stessi che stavano interrogando l'uomo legato nel primo episodio), credendo di trovarsi nel caveau di una banca. Dopo che i rapinatori sono stati arrestati, si scopre che la conversazione trattava in realtà di una jazz band, e che Angus era stato inseguito per convincerlo a pubblicare un articolo sul loro primo disco. In cambio, le multe di Angus vengono cestinate.

### Il grande scoop
- Soggetto e sceneggiatura: Silvia Ziche
- Disegni: Silvia Ziche
- Trama: Il direttore del giornale per cui lavora affida ad Angus Michael Malone, un geniale redattore che cura la pagina dei fumetti. Quella stessa sera, Angus pedina Wilbur Brown, un cronista rivale, per rovinargli la carriera rivelando i suoi loschi affari, e deve portarsi dietro Malone. Brown entra in una villa scavalcando il muro di cinta, seguito dai due e da un'ombra misteriosa. L'arrivo del proprietario della villa spinge tutti a rifugiarsi nello stesso armadio; si scopre che l'ombra misteriosa era Billy Paganino, assoldato per rapire Michael Malone. Vengono tutti scoperti dal proprietario, Sonny Smith, l'autore di Baldo l'allegro castoro, che in crisi creativa aveva assoldato il gangster per sfruttare le idee del geniale fumettista. Sconvolto, Michael Malone perde la sua creatività; tuttavia entrambi gli autori trovano in Angus una nuova fonte di ispirazione per la loro comicità.

### Visite inattese
- Soggetto e sceneggiatura: Tito Faraci
- Disegni: Silvia Ziche
- Trama: Angus riceve a casa sua la visita inattesa e poco gradita di due gangster, venuti lì per fargliela pagare per aver definito il loro capo come un "grasso e disonesto maiale". Il giornalista passa dalla padella alla brace quando riceve una telefonata da sua madre Rangi, che gli preannuncia una sua visita. Fangus convince i due criminali a dargli una mano a risistemare casa (decisamente in disordine), in cambio dell'annullamento dell'articolo sul suo capo. I tre finiscono appena in tempo di riordinare e si mettono a tavola con Rangi. La pace viene turbata però da una scatoletta di tonno che non si apre e che uno dei due gangster cerca di aprire con una sventagliata di mitra. I colpi di arma da fuoco attirano Billy Paganino, che ingaggia i due criminali in uno scontro a colpi di mitra. La polizia, attirata dalla sparatoria, interviene ed arresta i due criminali, mentre Paganino riesce a scappare. Con la casa semi-distrutta dallo scontro, Rangi trova comunque un motivo valido per rimproverare suo figlio: aver lasciato un paio di mutande sul lampadario (l'unico dettaglio sfuggito alle pulizie...).

## Arriva Trip!
- Soggetto e sceneggiatura: Francesco Artibani
- Disegni: Alessandro Barbucci
- Trama: Il protagonista di questa serie è Trip, il figlio del Razziatore, che vive nel XXIII secolo. Lo stile a bozzetto di questa miniserie la rende simile alle prime storie, sempre disegnate da Alessandro Barbucci, dedicate a Paperino Paperotto. Il personaggio di Trip è stato inizialmente ideato solo per questa miniserie. Successivamente però verrà considerato un personaggio a tutti gli effetti, diventando (in PKNA #34) il protagonista attorno a cui ruota l'intera storia dell'albo. Stando a Francesco Artibani, sceneggiatore delle storie, una quarta avventura di Trip venne già stata scritta ed approvata, ma non fu mai disegnata.

### Padri e figli
- Soggetto e sceneggiatura: Francesco Artibani
- Disegni: Alessandro Barbucci
- Trama: Il Razziatore ha concesso al figlio Trip una cronovela da polso (ovvero un bracciale per il viaggio nel tempo) simile alla sua, ma limitata: può viaggiare nel passato o nel futuro di non oltre quindici minuti. Per aggirare il vincolo, Trip cerca dei pezzi di ricambio, e per procurarseli smonta Frau Frida, la governante androide del Razziatore, il quale torna a casa proprio in quel momento, dopo essere sfuggito ad un inseguimento con la Tempolizia. Trip confessa subito la sua colpa, ma pretende di ricevere anche delle lodi per la propria sincerità, citando a questo proposito un celebre aneddoto su George Washington che gli ha raccontato la maestra. Secondo questa storiella (della quale non esiste prova storica[1]) il futuro primo presidente degli Stati Uniti d'America da bambino avrebbe ricevuto in dono dal padre un'ascia, con la quale avrebbe distrutto proprio la pianta di ciliegio a cui il padre teneva di più. Il piccolo George avrebbe confessato la verità al padre, il quale lo avrebbe perdonato perché la sincerità di un bambino vale più di molti alberi. [2] Indispettito dal racconto, il Razziatore viaggia nel tempo insieme a Trip, fino alla fattoria di Washington, per impedire al giovane George di tagliare il ciliegio e cancellare dalla storia quell'aneddoto. Ma, per una sorta di paradosso della predestinazione, è lui stesso a distruggere inavvertitamente la pianta al suo arrivo nel passato: il piccolo Washington a questo punto non può far altro che mentire al padre autodichiarandosi colpevole (nessuno gli crederebbe se dicesse di aver visto un grosso rapace apparire dal nulla e sparire magicamente). Alla fine, il Razziatore perdona il figlio e gli restituisce la cronovela, ma sempre con il limite del quarto d'ora.

### Ennesima potenza
- Soggetto e sceneggiatura: Francesco Artibani
- Disegni: Alessandro Barbucci
- Trama: Per guadagnare qualche soldo, Trip si improvvisa accompagnatore di drundi, immaginari animali da compagnia sintetici. Dice ai proprietari che fa fare ai loro cuccioli delle passeggiate di un quarto d'ora, ma in realtà mente: usa infatti la sua cronovela per spostarsi subito avanti nel tempo e risparmiarsi la "fatica" della passeggiata. Un giorno però un drundo morde la cronovela: Trip - insieme a tutte le bestiole che ha in custodia - si ritrova sbalzato di alcuni minuti nel passato, dove incontra sé stesso.  Mentre i due Trip litigano, i drundi rubano le loro cronovele e le azionano per errore. La cosa si ripete più volte: alla fine il Razziatore, rincasando, si trova la casa invasa da una moltitudine di drundi e da numerose copie del figlio. I vari Trip, alla richiesta di spiegazioni, rispondono che è una lunga storia. La storia si conclude con un furioso Razziatore che ribatte ai "figli" con una frase in carattere con il personaggio: "Ho tempo!"

### Ultimo minuto
Trip fa parte di una squadra giovanile di palla cinetica, un immaginario sport del futuro, simile alla pallamano. Poiché è un pessimo giocatore, è sempre relegato al ruolo di portiere di riserva, e l'allenatore non lo fa mai entrare in campo. Ma nell'ultima partita del campionato, proprio all'ultimo minuto a causa di un fallo l'arbitro-robot espelle il portiere titolare e concede un rigore agli avversari: l'allenatore è dunque costretto a far giocare Trip. Il giovane non riesce a parare e questo porta alla sconfitta della squadra. Trip, deriso e umiliato da compagni e allenatore, usa la sua cronovela per tornare indietro nel tempo: sapendo già dove tirerà l'avversario, para con facilità il rigore e viene portato in trionfo. Ma il ragazzo non è contento e vuol fare di meglio: torna ancora una volta nel passato per parare il rigore ad occhi chiusi. Ma il Razziatore, nascosto tra il pubblico, si è accorto del trucco e decide di punire il figlio. Con i suoi poteri altera la traiettoria della palla, ripristinando la situazione iniziale: la squadra perde, Trip riceve ancora più insulti visto che teneva gli occhi chiusi. Alla fine il Razziatore dà una lezione al figlio: bisogna saper perdere... ma bisogna anche saper vincere.

## Il grande Burton la Valle
Il protagonista di questa serie è Burton la Valle, famosissimo attore del XXIII secolo e pupillo del produttore Ducklas Styvesant. La miniserie è caratterizzata da situazioni assurde ed equivoche sul set e soprattutto dai titoli dei film stessi, che ricordano vari lungometraggi (soprattutto fantascientifici) di scarsa qualità degli anni settanta.

### Techno Gorilloidi mutanti del pianeta Zontar
Burton deve interpretare il supereroe Capitan Courage, ma regista e costumista non riescono a trovare un costume che piaccia al divo. Burton mostra un costume che lui stesso aveva preparato, ma Ducklas lo scarta con disgusto. Improvvisamente dagli arredi di scena escono due alieni, che minacciano la troupe: Burton li sconfiggerà in diretta televisiva indossando il suo costume. Poiché tutti hanno visto quel costume Ducklas deve cedere alle richieste dell'attore. Si scoprirà alla fine che gli alieni erano due terrestri mascherati (con i costumi nominati nel titolo), pagati proprio allo scopo di essere sconfitti.

### Questa calma non mi piace
Burton la Valle interpreta un cowboy sospettoso a cui capitano incidenti di ogni tipo appena dice "Questa calma non mi piace...": fra questi l'incontro con un puma sputafuoco, con due desperados mutanti e con i guerrieri della tribù dei Piedi Cibernetici (armati di tomahawk ad antimateria). Al termine l'attore appare scettico riguardo alla verosimiglianza del nuovo film, ma l'esperto della ricostruzione storica lo tranquillizza mostrando le sue fonti... alcuni fumetti del ventesimo secolo.

### La minaccia dei sub-paperoidi auto-reverse
Burton la Valle sta girando il film "Agente speciale Vagabond contro i sub paperoidi auto-reverse", in cui interpreta un eroe fantascientifico, Vagabond appunto, che combatte aiutato da un cane molto intelligente, Fidoid. Tuttavia, recitare diventa sempre più difficile poiché il cane-attore gli ruba in continuazione la scena. Finite le riprese, Ducklas Styvesant è entusiasta della bravura del cane, tanto da intitolare il film successivo "Agente speciale Vagabond e il suo fido Fidoid contro i superumanoidi autopulenti", cosa che irrita molto Burton. Solo alla fine della storia Burton scopre la vera origine delle capacità del cane: questo si rivela infatti un extraterrestre, capace anche di parlare e nauseato dai ruoli che è costretto ad assumere.

### Prigionieri degli psico-funghi mutronici
Burton interpreta un eroe fantascientifico che deve fuggire da una prigione aliena, con un gruppo di compagni. Tutto sembra andare per il meglio, ma ogni tanto appaiono dal nulla due strani paperi intenzionati ad aiutare i mostruosi psico-funghi: i due svaniscono sempre nel nulla dopo aver ribaltato la situazione a favore dei nemici. Burton tenta di dare una lezione ai due "intrusi", ma questi sembrano possedere la capacità di rendersi incorporei a comando. Alla fine si scopre che i due paperi sono solo spettatori del film, e che quella che stiamo vedendo è la prima esperienza di cinema interattivo e iper-realistico: la cosa non è apprezzata né da Burton né dagli altri attori, che nel finale vengono nuovamente catturati grazie agli spettatori, che si godono la scena.

## 5Y
La protagonista di questa serie è Lyla Lay, l'androide tempoliziotta e giornalista di 00 Channel. Il tratto è volutamente lasciato a matita senza l'utilizzo delle chine, mentre l'uso dei colori varia dal giallo-ocra a diverse qualità di marrone. I pochi che si discostano da queste tonalità servono per meglio definire lo sfondo o per richiamare l'attenzione del lettore. Gli episodi si basano spesso sull'equivoco come motore comico, mentre la grandezza degli occhi di Lyla viene accentuata, facendola apparire a tratti adolescenziale.

### Sale quanto basta
- Soggetto e sceneggiatura: Francesco Artibani
- Disegni: Corrado Mastantuono
- Trama: Dallo psicologo per droidi, Lyla racconta quello che le è capitato quando i suoi colleghi si sono autoinvitati a cena a casa sua: dopo aver tentato, inutilmente, di ordinare a domicilio da un ristorante, si è trovata costretta a imparare a cucinare. Il compito si è rivelato più difficile del previsto, anche a causa dell'irrazionalità delle ricette del XX secolo e soprattutto della vaghezza della frase aggiungere sale quanto basta. Con i circuiti sovraccaricati dal lavoro, quando Lyla si è collegata con Time Ø per il rapporto quotidiano, ha inviato per sbaglio una segnalazione d'emergenza. Nella cucina è accorsa una squadra di tempoliziotti che, fortunatamente, si sono rivelati ottimi cuochi e le hanno preparato una cena prima dell'arrivo degli ospiti. Quando lo psicologo chiede a Lyla quale sia il problema, visto che tutto è finito bene, lei gli chiede di spiegarle cosa significhi sale quanto basta; al che lo psicologo, in imbarazzo, la fa uscire dicendo che il tempo a disposizione è scaduto.